# 伊藤俊介 (政治家)

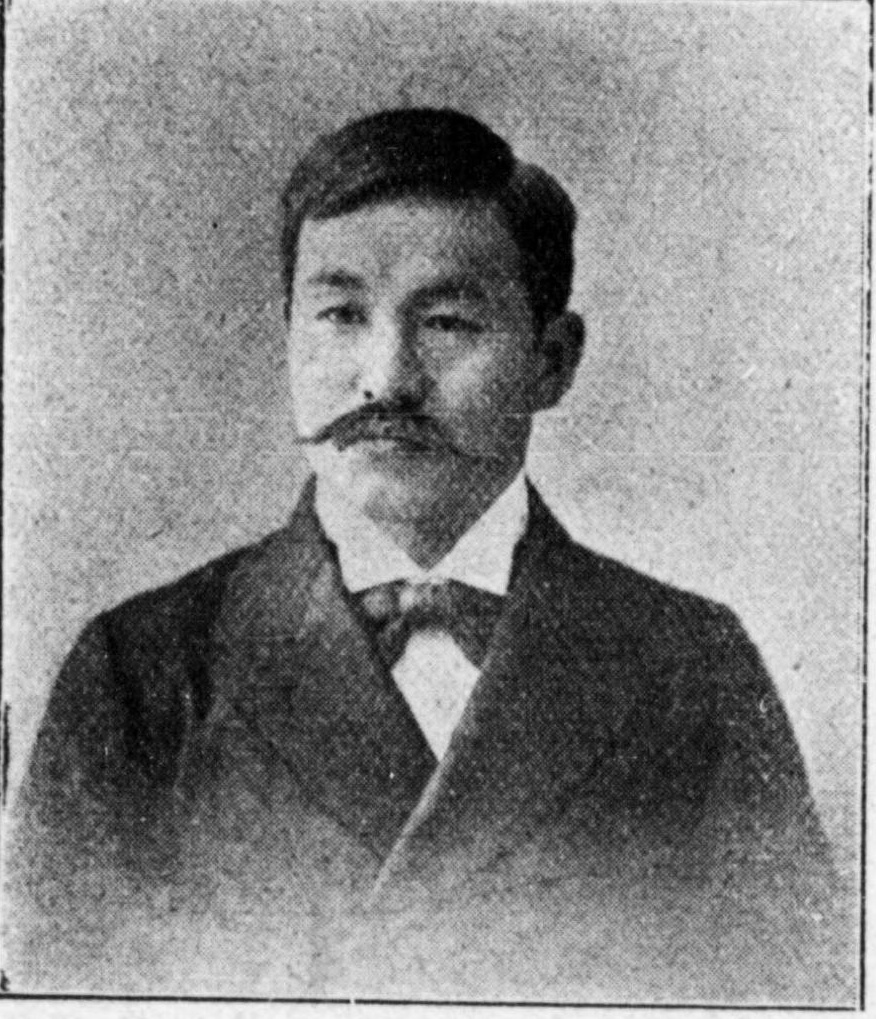
伊藤俊介

伊藤 俊介（いとう しゅんすけ、1870年9月5日（明治3年8月10日）- 1924年（大正13年）1月24日）は、明治から大正期の実業家、政治家。衆議院議員、神戸基督教青年会会長。

## 経歴
播磨国宍粟郡、のちの兵庫県宍粟郡染河内村（一宮町を経て現宍粟市一宮町）で生まれた。のち伊藤繁右衛門の養子となる。同志社、第三高等学校を経て、1896年（明治29年）帝国大学法科大学政治学科を卒業した。
兵庫県農工銀行に入り、のち取締役兼支配人に就任。伊藤博文の別名と間違えられて有名となり、1902年（明治35年）8月、第7回衆議院議員総選挙（兵庫県郡部、壬寅会）で当選し、衆議院議員に1期在任した。しかし、農工銀行の経営に支障が起こり、その責めを負って退社した。その後、(株) 神港倶楽部代表者を務め、社会事業にも携わった。また、神戸市会議員も務めた。
また、神戸多聞教会、神戸教会に所属したキリスト教徒で、1899年（明治32年）5月に再興された神戸基督教青年会（現:公益財団法人神戸YMCA）の会長に就任し翌年まで務めた。

## 家族
- 養父・伊藤繁右衛門
- 妻・はる(1875年生) - 近江八幡（滋賀県）の鋳物師で素封家の望月菅治郎の四女。同志社女学校出身。俊介が京都でキリスト教の布教活動中に知り合い結婚。[10][11][12]
- 長女・ちよ(1899年生)
- 二女・登美(1902年生) - 幼い頃より琴、ピアノ、上村松園に日本画を学ぶ。俊介の部下だった田村堅三と未婚のまま長女・俊子を儲ける（のち結婚）。[11]
- 孫・佐々木静子 - 登美の二女。弁護士